# 1941: 카운터 어택
1941 카운터어택(영어: 1941 Counter Attack)은 캡콤이 1990년 2월에 발매한 아케이드 게임이다. CP시스템을 사용한 전6면의 세로 스크롤 슈팅 게임이다.

## 개요
1942, 1943, 1943 카이에서 이어지는 19시리즈의 4번째의 작품. 전작까지는 미군과 구 일본군의 싸움이었지만, 이번에는 소 연합국과 독일 제3 제국 간의 싸움이 테마가 되었다. 플랫폼이 CPS로 구현돼 표현력이 크게 늘어났으며, 때문에 스테이지마다 독특한 전개가 되었다.

## 내용
플레이어기
1P측은 P-38 라이트닝, 2P측은 모스키토이며, 플레이어 측이 정할 수 있다. 미세하지만 모스키토는 라이트닝에 비해 공격력이 높다.
속도는 모스키토가 느려졌다고 여기는 경우가 많지만 실제로는 변하지 않았다. 메가 크래쉬에 대해서는 라이트닝은 세로 회전. 모기는 가로 회전이다.

## 시스템
조작
- 8방향 레버(이동)와 2개의 버튼(공격, 메가 크래쉬)으로 자신의 비행기를 조작한다.
- 공격 버튼을 계속 눌렀다 떼면 체인지 샷(모아 공격하기) 공격.
- 전작까지 있었던 긴급 회피용 공중 회전은 없다(메가 크래쉬 사용 시에 일단 공중 회전한다).
- 벽에 닿으면 그 자리에서 오른쪽이나 왼쪽으로 1회전 한다. 회전 중에 샷 버튼을 누르면 뒤나 측면을 향해 공격할 수 있지만 저격하는 것은 어렵다. 벽에 닿아도 데미지는 입지 않는다.

게임 규칙
- 메인 샷은 노멀 샷에 더해 MACHINE GUN, MISSILE, SUPER SHELL의 서브웨폰을 사용할 수 있다. 서브웨폰에는 사용 시간 제한이 있다.
  - MACHINE GUN: 버튼에서 뗀 후에도 여러 발 자동 연사하는 황색 샷을 때린다. 탄수가 많이 사용하기 쉽다.
  - MISSILE: 노멀 샷에 더해 벽을 타고 진행하는 미사일을 가로로 공격한다. 체인지 샷은 탄 수가 약간 적지만, 이쪽도 벽을 타고 진행한다. 정확하게 벽 옆을 따라가기 때문에 좁은 장소에서 유리하다.
  - SUPER SHELL: 관통하는 레이저를 공격한다. 체인지 샷은 전방에만 집중한다. 전방 공격력은 높지만, 탄수가 적기 때문에 난전에서는 불리하다.
- 또 노멀 샷의 강화책으로서 사이드 파이터와 애프터 이미지를 사용할 수 있다.
  - 사이드 파이터: 플레이어기의 옆에 고정된다. 대각선 방향에 공격을 실시한다. 외형은 MACHINE GUN의 황색 샷이지만 사용방법은 노멀 샷에 가깝다. 맞고5 데미지를 받으면 잃게 된다.
  - 애프터 이미지: 플레이어기의 그림자 같이 붙어 온다. 장비에 상관 없이 노멀 샷을 공격한다. 이미지에는 맞아도 잃지 않는다.

- 생명력 제도를 채용하였다. 적의 공격 및 메가 크래쉬 사용에 의해 1게이지 감소한다. 게이지가 없는 상태로 적의 공격을 맞으면 게임 오버.
  - 스테이지로 나아가면 생명력의 상한이 증가한다.
  - 생명력은 스테이지 클리어, 아이템에 의해서 회복한다.
  - 전작과는 달라 시간 경과에서는 감소하지 않는다.

계급 시스템
플레이어에게는 '계급'이 설정되어 있어서 스테이지마다 격추율에 따라 승진을 한다. 100%라면 3 계급 특진, 95%라면 2계급 승진한다. 계급에 따라 배로 득점하려면, 보다 빠른 단계에서 계급 승진하는 것이 필요하다. 한 번 오른 계급이 내려가지는 않는다.

## 이식
- PC엔진 슈퍼 그래픽스

1991년 8월 23일에 허드슨에서 발매되었다. 다섯 개 밖에 출시되지 않은 슈퍼 그래픽스 전용 소프트의 하나로, 통상의 PC엔진에서는 플레이할 수 없다.
- 캡콤 클래식 콜렉션

플레이스테이션 2, Xbox, 플레이스테이션·포터블로 발매된 캡콤 초기의 아케이드 게임을 수록한 옴니패스 소프트 시리즈. 본작을 수록한 버전은 일본에서는 미발매.

## 같이 보기
- 1942
- 1943
- 1943카이